# Pic du Thabor
Der Pic du Thabor ist ein 3207 m hoher Berg im Cerces-Massiv, einer Untergruppe der Cottischen Alpen im französischen Département Savoie (Region Auvergne-Rhône-Alpes).
Der Gipfel markierte bis 1947 die Grenze zu Italien, wurde aber auf der Pariser Friedenskonferenz 1946 – wie auch die gesamte frühere Valle Stretta als Vallée Étroite – Frankreich zugeschlagen. Er lässt sich von der Valle Stretta bzw. Vallée Étroite (nahe Bardonecchia/Piemont) über einen Wanderweg erreichen.
Der Name des Berges geht wohl auf die Zeit der Kreuzritter zurück, die auch den Berg Tabor (Israel) besucht haben.